# Gagik II. Armenski
Gagik II. (armensko Գագիկ Բ, latinizirano: Gagik B je bil od leta 1042 do 1045 zadnji armenski kralj iz Bagratidske dinastije, ki je vladal iz Anija, * okoli 1025, † 5. maj/24. november 1079.

## Zgodovinsko ozadje
Med vladavino Hovhannesa-Smbata III. je fevdalni gospod David, posestnik Tajka, med boji proti muslimanom pridobil veliko ozemlje, ki se je raztezalo vse do Manzikerta. David je bil podložnik Bizantinskega cesarstva, zato je po njegovi smrti celotno njegovo ozemlje zasedel Bazilij II., ki je vodil politiko postopnega priključevanja Armenije k svojemu cesarstvu.
Politiko širjenja Bizantinskega cesarstva na armensko ozemlje so nadaljevali tudi Bazilijevi nasledniki. S smrtjo Hovhannesa-Smbata okoli leta 1040 in kmalu zatem Ašota IV. je cesar Mihael V. vsilil Armeniji vojno. Mihael je trdil, da je bilo kraljestvo Ani na podlagi oporoke Hovhannesa-Smbata po njegovi smrti zapuščeno Bizantinskemu cesarstvu. 
Ko je armenski sparapet Vahram Pahlavuni pripravil kronanje Gagika II., nečaka in naslednika Hovhannesa-Smbata, ki je bil takrat star komaj štirinajst let, je bizantinski cesar začel podpirati vestesa Sargisa Hajkazna, probizantinskega armenskega kneza in ministra nekdanjega kralja, ki je bil sprva imenovan za regenta. Kraljevina Ani je odbila tri napade Bizantincev in jih prisilila k umiku. Bizanc je nazadnje uporabil vse svoje sile,  da bi osvojil Armenijo in jo enkrat za vselej priključil cesarstvu. V južno Armenijo je poslal veliko vojsko in hkrati prepričali kralja Tašir-Dzorageta, naj napade Ani z vzhoda. V hudi bitki ob obzidju Anija je general Vahram Pahlavuni odločilno premagal bizantinsko vojsko. Po poročilih sodobnih armenskih kronistov je bilo v bitki ubitih 20.000 Bizanticev.  Zmaga je Vahramu Pahlavuniju in  katolikosu Petrosu I. Getadardzu omogočila kronanje Gagika II. za armenskega kralja in nato zavzetje trdnjave Ani, ki je bila v rokah Vesta Sargisa. Sargis je pobegnil v trdnjavo Svete Marije in bil na koncu ujet.
Po zmagi proti Bizantincem in kronanju se je novi armenski kralj skupaj z Vahramom obrnil proti svojemu drugemu sovražniku, Seldžuškim Turkom, ki so še vedno poskušali osvojiti kraljestvo. V naslednjih dveh letih je Gagik okrepil vojsko in se boril proti seldžuškim hordam. Vahramov nečak Gregor Pahlavuni je branil trdnjavo Bjni. Armenska vojska se je s Seldžuki spopadla v bližini jezera Sevan. Bitka se je končala s katastrofalnim porazom Seldžukov in njihovim umikom v Hoj in Salmas. 

## Prevara
Vahram se je začel pogajati z novim bizantinskim cesarjem Konstantinom IX. Monomahom. Gagik II. je cesarju ponudil, da postane njegov vazal, vendar cesar tega ni sprejel in pripravil nov pohod pod poveljstvom iberskega kneza Mihaela Jasitesa, ki je zaradi krepkega odpora Armencev spodletel. Cesar Konstantin je v skladu s politiko svojih predhodnikov poslal v Armenijo novo vojsko in hkrati spodbudil kurdskega emirja Abula Asvarja, naj napade Armenijo z vzhoda.  Gagiku II. je  uspelo z darili pomiriti Abula Asvarja, kar mu je omogočilo, da je vse svoje sile usmeril proti Bizantincem in jih sčasoma prisilil v beg. Gagik II. se je dokazal kot dober in bojevit kralj. Bizantinci so kmalu spoznali, da Armenije ne bo mogoče osvojiti s silo, ampak z izdajo. 
Vest Sargis, ki ga je Gagik II. pomilostil, a je ostal zvest Bizancu, je upal, da bo z bizantinsko pomočjo imenovan za armenskega kralja, če bi Bizantinci osvojili Armenijo.  Cesar je Gagika in Sargisa povabil v Konstantinopel, da bi domnevno podpisal trajen mirovni sporazum. Po prihodu je od Gagika zahteval, da odstopi in mu preda prestol. Ker je Gagik zahtevo zavrnil, so ga vrgli v ječo in v Armenijo, ki je bila zdaj brez vodje, takoj poslali novo vojsko.
Armenci, ki so ostali brez zakonitega kralja, so razmišljali, da bi anijski prestol ponudili Davidu I. Anhoginu iz Lorija ali emirju  Dvina Abul-Asvarju,  poročenemu s sestro Davida Anhogina. Razmišljali so celo o gruzijskem kralju Bagratu IV., presenetljivo pa ne bagratidskem kralju Gagiku-Abasu iz Karsa. Patriarh Petros ni odobril nobenega od treh kandidatov in je na koncu dovolil Bizantincem izročiti mesto Ani in druge trdnjave. Z njegovim soglasjem so Bizantinci leta 1045 končno lahko zasedli Ani in Armenijo vključili v svoje cesarstvo. 
Četudi Gagik-Abas ni bil izbran na položaj kralja, je po odstopu Gagika II. zahteval položaj kralja vse Armenije. Dvajset let pozneje, leta 1065, je tudi Gagik-Abas abdiciral in svoja ozemlja prepustil Bizantinskemu cesarstvu.

## Leta izgnanstva
Gagik je leta 1064 kot nadomestilo za svoje kraljestvo prejel okrožje Likand v Anatoliji ter zemljišča v Tzamandosu, Larisi, Amaseji in Komani v bližini Cezareje. V Tzamandosu je bil leta 1065 posvečen novi katolikos Gregor II. Mučenik. Gagiku je bila dodeljena tudi palača ob Bosporju v Konstantinoplu in pokojnina iz cesarske zakladnice. Več pečatov priča o "Kakikiosu Aniotesu" (Gagiku iz Anija) kot vojvodi Harsianonske teme. Po zapisih Mateja Edeškega je Gagik med svojim izgnanstvom sodeloval v teološki razpravi v Konstantinoplu med njim in bizantinskim cesarjem, v kateri je branil Armensko apostolsko cerkev ter njeno izročilo in obrede.
Cezarejski metropolit  Markos ni zamudil nobene priložnosti, da ne bi izrazil svojega prezira do Gagika, ki ga je imel za heretika. Po več Markosovih žalitvah, namenjenih Gagiku, je Gagik ukazal umoriti škofa, s čimer je postal med domačini še bolj nepriljubljen. 
Zgodba pravi, da je imel škof psa po imenu Armen, da bi zasmehoval Armence. Nekega dne je Gagik obiskal škofa, ukazal psa dati v platneno vrečo in ga pretepsti s palicami. Nato je ukazal zgrabiti škofa in ga dati v isto vrečo s psom, ki je bil zdaj besen od bolečin. Škof je umrl v bolečinah zaradi ran, ki mu jih je zadal njegov lastni pes.
Gagika so 5. maja/24. novembra 1079 ujeli in ubili bizantinski guvernerji, trije bratje iz Kizistre. Njegovo telo so pohabili in obesili na obzidje trdnjave,  da bi ga vsi videli. Njegovo truplo so kasneje pokopali zunaj trdnjave. Kasneje naj bi Armenec iz Anija, po imenu Banik, Gagikovo truplo na skrivaj prepeljal v samostan, ki ga je zgradil v mestu Pizu.

## Zasebno življenje
Gagikovega sina Davida je zaradi suma izdaje zaprl in nato zastrupil njegov tast Ablgarib Arcruni. Gagikova pogajanje o Davidovi osvoboditvi z Ablgaribom, ki je bil od Bizantincev imenovani pravoslavni armenski guverner Tarsa in Mamistre, niso bila uspešna.
Gagikov drugi sin, Hovhannes, je imel sina Ašota, ki ga je zastrupil evnuh in njegovo truplo pripeljal v Pizu. Hovhannes je umrl kmalu za svojim sinom in seniorska moška bagratska linija armenskih kraljev je izumrla.

## Posledice
Med vladavino Torosa I. iz Armenskega kraljestva Kilikije so armenske sile maščevale smrt kralja Gagika II. Zavzele so trdnjavo Kizistra in usmrtile tri Bizantince, ki so ubili zadnjega armenskega kralja Anija.